# Graaf van Minto

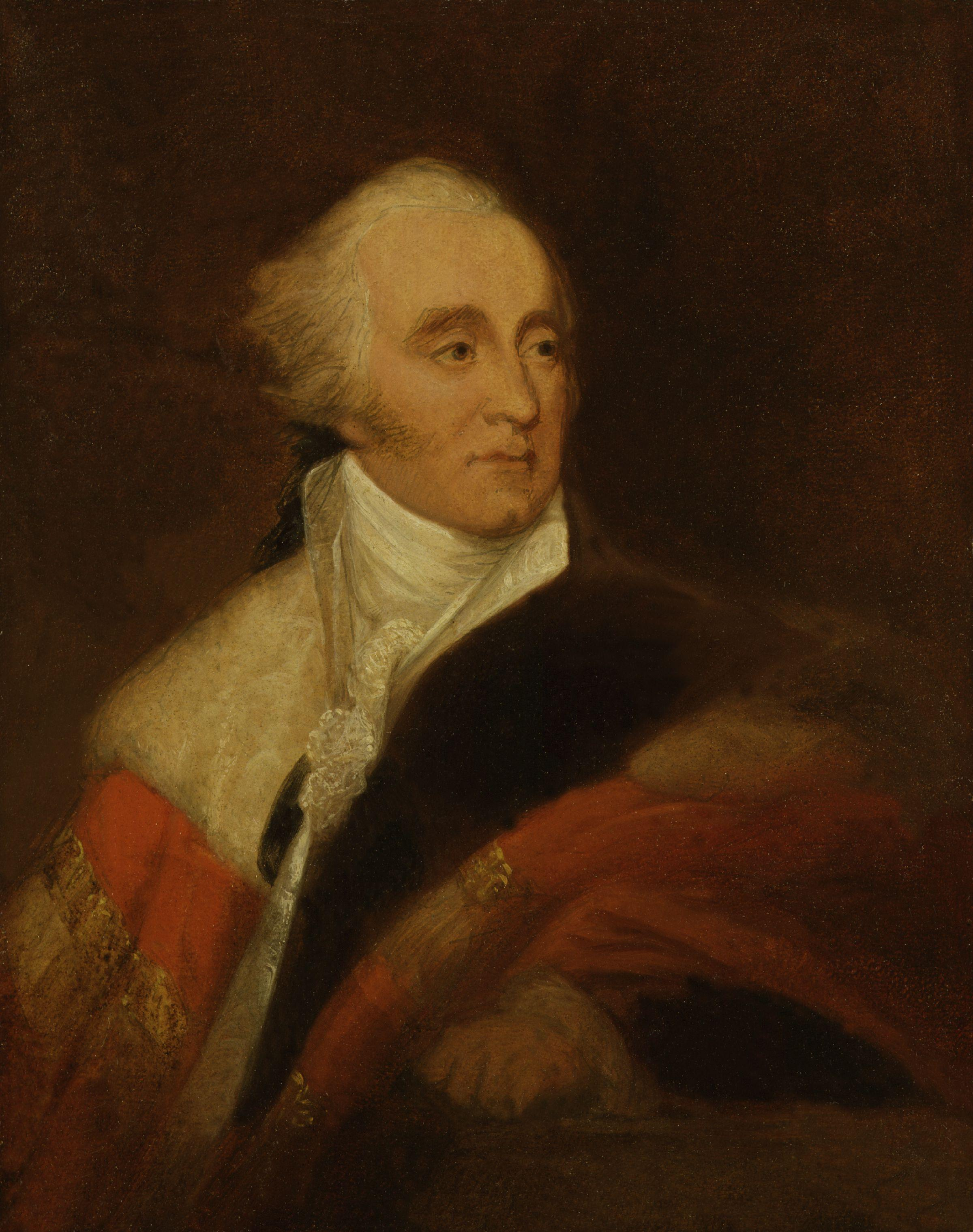
Gilbert Elliot-Murray-Kynynmound, 1e graaf van Minto

Graaf van Minto (Engels: earl of Minto) is een Britse adellijke titel, genoemd naar Minto in Schotland. De titel werd in 1813 door koning George III gecreëerd voor Gilbert Elliot-Murray-Kynynmound, 1e baron van Minto, die van 1811 tot 1813 gouverneur-generaal van Nederlands-Indië was, dat toen in Britse handen was.

## Graaf van Minto (1813)
- 1813 – 1814: Gilbert Elliot-Murray-Kynynmound (1751-1814), 1e graaf van Minto
- 1814 – 1859: Gilbert Elliot-Murray-Kynynmound (1782-1859), 2e graaf van Minto
- 1859 – 1891: William Elliot-Murray-Kynynmound (1814 – 1891), 3e graaf van Minto
- 1891 – 1914: Gilbert Elliot-Murray-Kynynmound (1845-1914), 4e graaf van Minto
- 1914 – 1975: Victor Gilbert Elliot-Murray-Kynynmound (1891-1975), 5e graaf van Minto
- 1975 – 2005: Gilbert Elliot-Murray-Kynynmound (1928-2005), 6e graaf van Minto
- 2005 – heden: Gilbert Timothy George Lariston Elliot-Murray-Kynynmound (* 1953), 7e graaf van Minto